# Joshua Bowman
Joshua Tobias Bowman, född 4 mars 1988, är en brittisk skådespelare. 2011 blev han utvald som "Stars of Tomorrow" av Screen International. Han medverkar i ABC-serien Revenge som Daniel Grayson.

## Bakgrund
Bowman studerade vid Wellington College i Berkshire. Han var en vän till den avlidna sångerskan Amy Winehouse. Han har tidigare studerat teaterpedagogik vid Lee Strasberg Institute i New York.

## Filmografi
| År        | Titel               | Roll               | Noter                                            |
| --------- | ------------------- | ------------------ | ------------------------------------------------ |
| 2007      | Genie in the House  | Dimitri/Royal Hunk | 2 avsnitt: "You've Been Framed", "Princess Emma" |
| 2009      | Myths               | Zeus               |                                                  |
| 2009      | Betwixt             | Luke               | TV                                               |
| 2009-2010 | Holby City          | Scott James        | 9 avsnitt                                        |
| 2010      | 13Hrs               | Doug Walker        |                                                  |
| 2010      | Prowl               | Peter              |                                                  |
| 2011      | Exteriors           | Adam               |                                                  |
| 2011      | Love's Kitchen      | Roberto            |                                                  |
| 2011      | Make It or Break It | Max                | Återkommande roll, säsong 2                      |
| 2011      | The Last Keepers    | Taylor             | Efterproduktion                                  |
| 2011-2015 | Revenge             | Daniel Grayson     | Regelbunden roll                                 |
| 2012      | So Undercover       | Nicolas            |                                                  |